# Sagogn
Sagogn ([sɐˈgɔɲ]ⓘ; deutsch veraltet und bis 1943 offiziell Sagens) ist eine politische Gemeinde im Schweizer Kanton Graubünden. Sie liegt in der Region Surselva.

## Geographie

Luftbild von Werner Friedli (1957)

Sagogn liegt zwischen Ilanz und Flims am Rand einer zur Gruob gehörenden Ebene, die vor rund 10'000 Jahren durch den Flimser Bergsturz entstand. Deshalb bestehen die Böden vor allem aus Kalk des Erdmittelalters und sind eher nährstoffarm. Beim Bergsturz wurde der Vorderrhein aufgestaut; und es bildete sich ein See, auf dessen Grund die Ebene von Sagogn lag. Der See floss nach ca. tausend Jahren ab. Die Sedimentablagerungen, die er hinterliess, bildeten auf dem Kalksteinboden eine nährstoffreichere Schicht, was die fruchtbare Vegetation in Sagogn erklärt.
Südlich wird Sagogn durch den Vorderrhein begrenzt, der in die Ruinaulta fliesst und damit eine natürliche Grenze zu den Nachbarorten Castrisch (pol. Gemeinde Ilanz/Glion) und Versam (pol. Gemeinde Safien) bildet. Richtung Osten erstreckt sich ein Wald, der Uaul Grond (rät. für «grosser Wald»), der gut zwei Drittel des Gemeindegebietes bedeckt. Im Westen grenzt Sagogn an die Gemeinde Schluein, im steilen, bewaldeten Nordhang grenzt sich Sagogn von Laax und Falera ab.
Das einzig nennenswerte Gewässer ist der Ual da Mulin, der von Laax herkommend durch die Val Mulin in den Vorderrhein fliesst. Er trennt die Siedlungsfläche vom Uaul Grond. Zwischen der Siedlungsfläche und dem Ual da Mulin liegt der ca. 300 Meter breite, westwärts geneigte und nicht überbaute Hang Bregl da Heida.
Östlich der Val Mulin liegen einige gerodete Flächen, vor allem entlang des Rheins. Die Humusschicht ist hier jedoch deutlich dünner, und das darunterliegende Kalkgestein ist an etlichen steilen Wänden gut zu sehen.

### Flächenzuteilung
- Siedlung: 9,4 %
- Landwirtschaft 19,1 %
- Wald 59%
- Unproduktiv 12,5 %[5]

### Siedlungen
Nebst dem heutigen Hauptsiedlungsgebiet, das die zwei Dorfteile Vitg Dadens (innerer Ort) im Westen und Vitg Dado (äusserer Ort) im Osten (rätoromanisch für Innerdorf und Ausserdorf) umfasst, gibt es auch nicht ganzjährig bewohnte Kleinsiedlungen in gerodeten Flächen im Uaul Grond namens Planezzas in der Nähe der Laaxer Siedlung Salums, Bargaus und Zir in der Nähe der Bahnstation, wo der Ual da Mulin in den Vorderrhein fliesst. Foppas und Tuora liegen beide im Wald und sind nur über eine vier Kilometer lange, bewilligungspflichtige Naturstrasse von Sagogn aus erreichbar.
Eine weitere Siedlung Mulin (rätoromanisch für «Mühle») lag neben der alten Transitstrasse von Trin ins Bündner Oberland. Dort wurde eine Mühle und eine Sägerei, später dann ein kleines Elektrizitätswerk betrieben. Sie wurde etwa um 1920 aufgegeben. Einer der Mühlsteine ist heute bei der alten Gemeindekanzlei ausgestellt.
Zwei natürlich entstandene kleine Höhlen waren gemäss Überlieferungen nur kurz während des Pestausbruchs um 1350 bewohnt. Die grössere davon wird Cuvel genannt. Sie liegen am linken Rheinufer und sind nur von Westen her via Dislas erreichbar.

## Name
Sagogn wurde erstmals 765 im Testament von Bischof Tello als Secanio belegt. Mindestens 14 weitere Namensvariationen sind bekannt. Seit 1347 wurde wohl der Name Sigens verwendet, der lange Zeit überdauerte. Vor 1943 (der genaue Zeitpunkt ist nicht überliefert) hiess die Gemeinde offiziell Sagens (mit Betonung auf der zweiten Silbe), seitdem wird der rätoromanische Name Sagogn verwendet (siehe auch Liste von Namensänderungen politischer Gemeinden der Schweiz).
Die Bedeutung des Namens ist ungewiss. Eine der Deutungen bezieht sich auf das lateinische Wort siccum, was «trockenes Land» bedeutet. Dies könnte im Falle von Sagogn auf die meteorologische Besonderheit hinweisen, dass Regenwolken durch die topographische Lage oft nach Norden weggewindet werden und Sagogn damit etwas trockener als umliegende Gemeinden ist.

## Geschichte

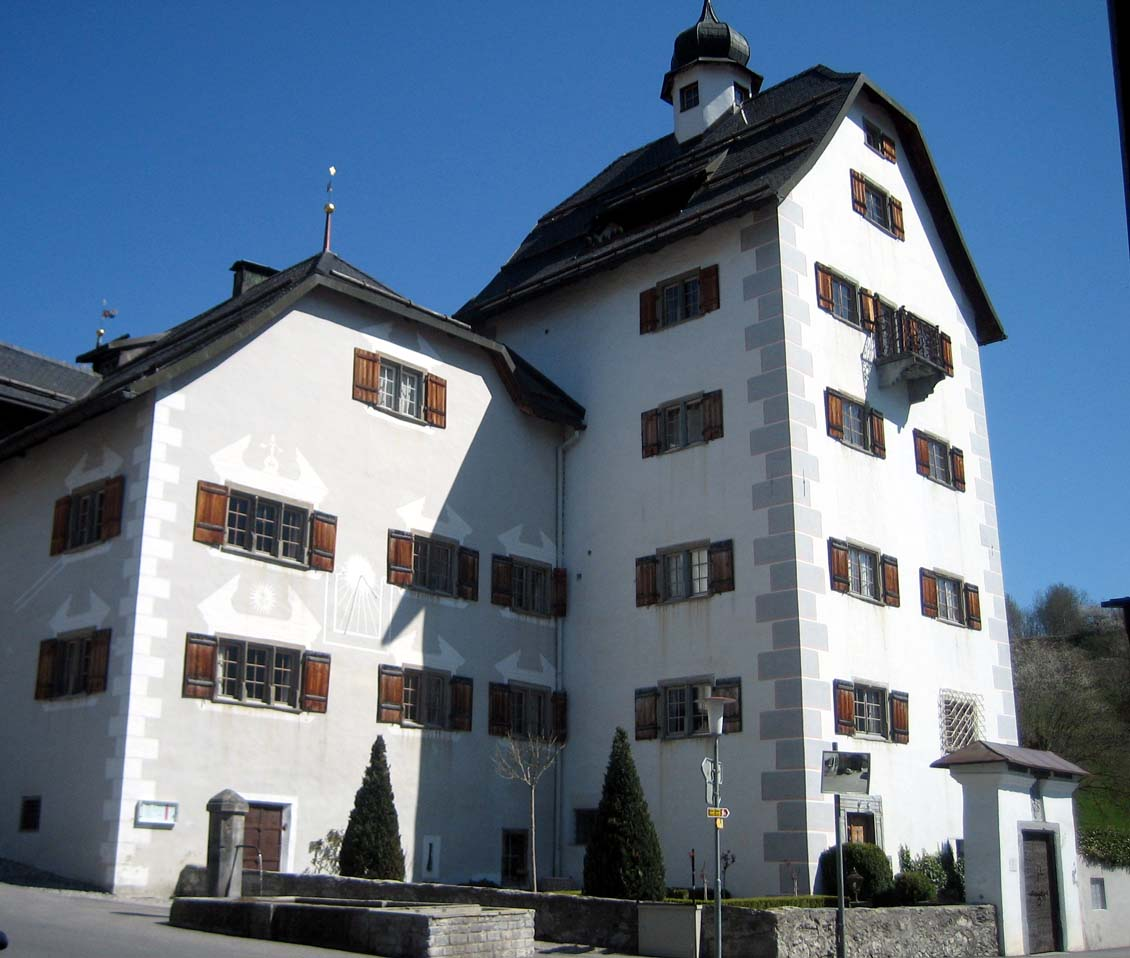
Casti Aspermont

Archäologische Funde auf der heutigen Burgruine Schiedberg weisen darauf hin, dass Sagogn bereits in der mittleren Bronzezeit ab ca. 1500 v. Chr. bis ins Hochmittelalter besiedelt war. Seitdem zeugen verschiedene Dokumente von der Wichtigkeit als kirchliches und kulturelles Zentrum. Eines der ersten und somit wichtigsten Dokumente ist das Testament von Bischof Tello von 765, der seine Besitztümer, deren Grossteil in Sagogn lag, dem Kloster Disentis vermachte. In diesem Testament sind nebst dem Herrenhaus mit Zubehör, Bauernhöfen, Äckern, Wiesen auch Rebberge und Alpen aufgeführt, die vorwiegend im Innerdorf, in den Höfen um Sagogn und auf Bregl da Heida lagen. Bregl da Heida ist im Hochmittelalter abgegangen. Bekannt ist, dass auf Bregl da Haida ein Herrenhof sowie eine karolingische, dem heiligen Columban geweihte Saalkirche mit hufeisenförmiger Apsis standen. Dort finden sich Spuren von alten Gebäuden sowie Bewässerungskanälen, wie sie auch in Flims beim Conn-Bächli zu finden sind.
Im Hoch- und Spätmittelalter war Schiedberg Sitz der Herren von Sagogn. Burg und Herrschaft gingen um 1390 unter. Weitere Grundbesitzer waren die Klöster Disentis, St. Luzi und Churwalden, das Bistum Chur, die Herren von Belmont und von Montalt sowie freie Bauern. Schloss Fraissen (Casti Aspermont) im Ausserdorf war von ca. 1390 bis 1538 Sitz der bischöflichen Verwaltung über die Gotteshausleute der Surselva. Ein Vogt hielt hier zweimal jährlich Gericht. Im Spätmittelalter verschob sich infolge einer veränderten Verkehrs- und Wirtschaftslage das Zentrum der Gruob von Sagogn nach Ilanz.
Die schon 765 erwähnte Kirche Mariä Himmelfahrt war Zentrum einer mittelalterlichen Grosspfarrei, welche ursprünglich neben Sagogn auch Schluein, Laax, Castrisch, Sevgein, Riein und Pitasch umfasste. Die Kirche ist nach den 1990 abgeschlossenen Ausgrabungen in ihrer ersten Anlage mit Chor und Priesterbank aus dem 5. Jahrhundert eines der bedeutendsten Werke des Frühchristentums in der Schweiz. Der kirchliche Ablösungsprozess der Nachbargemeinden dauerte vom Hochmittelalter (Castrisch, Sevgein) bis 1850 (Schluein). Zum reformierten Glauben trat in Sagogn nur eine Minderheit über, die von Castrisch oder Ilanz aus pastoriert wurde. Der Friedhof wurde paritätisch benutzt, der evangelische Gottesdienst in einem Privathaus gehalten. Sagogn als damals wichtigster Ort der Region war 1701 Schauplatz des Sagenserhandels. Dieser konfessionelle Streit führte fast zu einem bündnerischen Religionskrieg. Mit dem Bau der evangelischen Barockkirche 1743 erfolgte die völlige Trennung der Konfessionen.
Zum Territorium von Sagogn gehörten ab dem Frühmittelalter die Aussensiedlungen Tuora und Foppas ob der Rheinschlucht sowie Murschetg (1497) und Lavanuz (765) oberhalb von Laax. Tuora war bis zur Reformation ein Weiler mit sieben Häusern und eigener St. Peterskapelle, die 1333 zusammen mit St. Maximin im Innerdorf durch die Freiherren von Belmont dem Stift St. Luzi in Chur übergeben wurde; als Dauersiedlung wurde Tuora um 1880 aufgegeben. Mit der Herauslösung von Laax verlor Sagogn um 1500 territorial, nicht aber besitzmässig, den grössten Teil der Berggüter (unter anderem Murschetg, Lavanuz) und Alpen. Das Buch der Gesetze und Ordnungen der Gemeinde Sagogn wurde 1715 rätoromanisch und deutsch verfasst. Im 17. und 18. Jahrhundert wurde als volkstümlicher Brauch der Litgun da Sagogn, ein grosser Knödel, durch die Jungmannschaft der Gemeinde im Freien zubereitet. 1799 kam Sagogn durch Parteiwirren und Heeresdurchzüge (Suworow) zu Schaden. Ziel der kommerziellen Auswanderung im 19. Jahrhundert war unter anderem Frankreich. Noch 1835 übertraf Sagogn mit 584 Einwohnern bevölkerungsmässig Ilanz (574 Einwohner).
Ein Komplex von Gewerbebetrieben im Val da Mulin (Mühle, Säge, Stampfe, gemeindeeigenes Elektrizitätswerk, Wirtshaus) ist nach 1920 eingegangen. Eine 1870 bis 1970 betriebene Dorfsennerei fiel der Zentralisierung zum Opfer. 1903 erhielt Sagogn eine Station der Rhätischen Bahn. Die Schulen blieben bis 1914 konfessionell getrennt. 2005 stellte der zweite Sektor 32 Prozent, der dritte 49 Prozent der Arbeitsplätze in der Gemeinde. Viele Einwohner pendeln nach den Zentren des Vorderrheintals. Im Sog des touristischen Aufschwungs von Laax und Flims erfolgte ein starker Ausbau der Parahotellerie mit beträchtlicher Landschaftsbelastung.

## Bilder

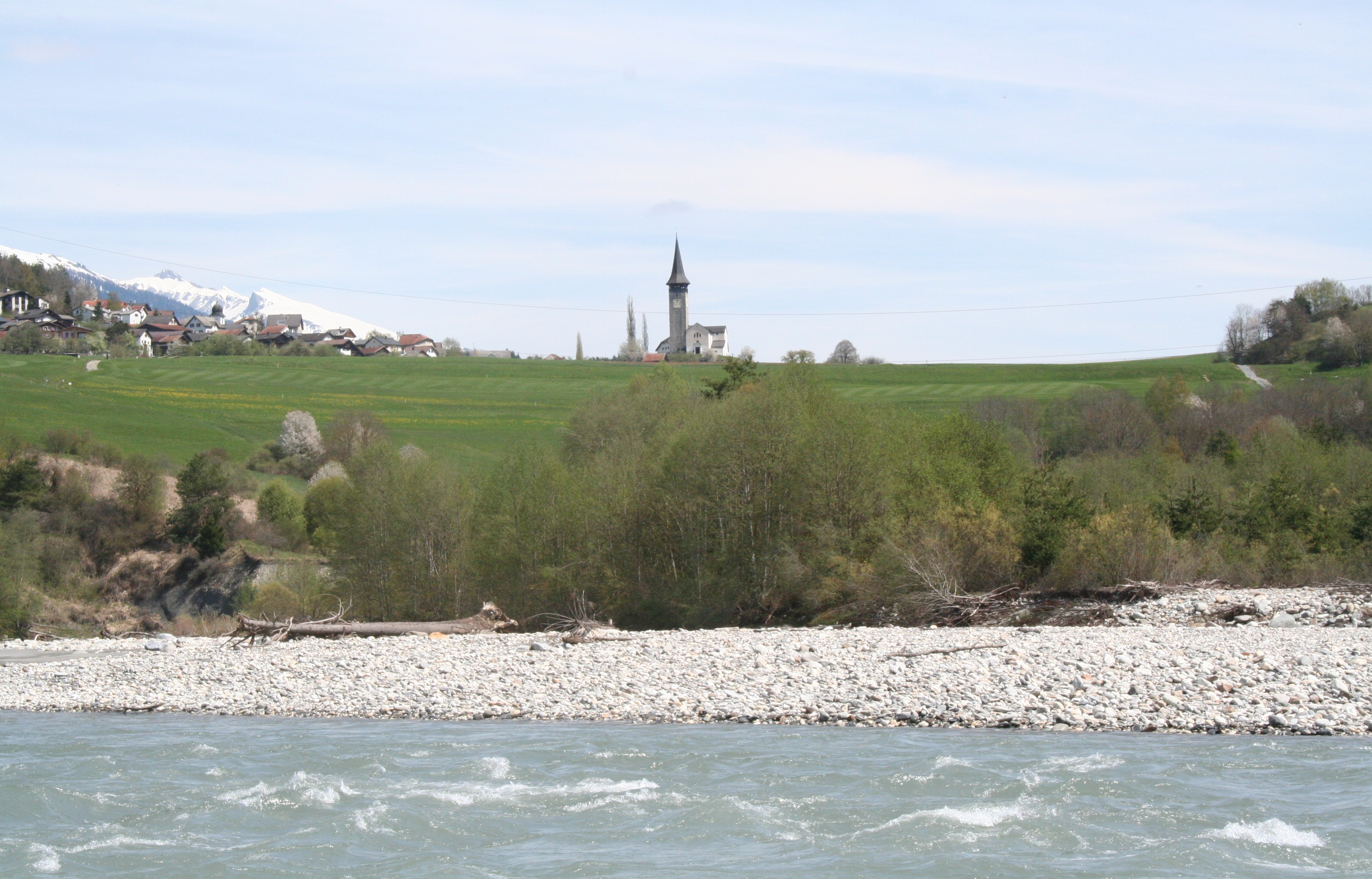
Vorderrhein, katholische Kirche
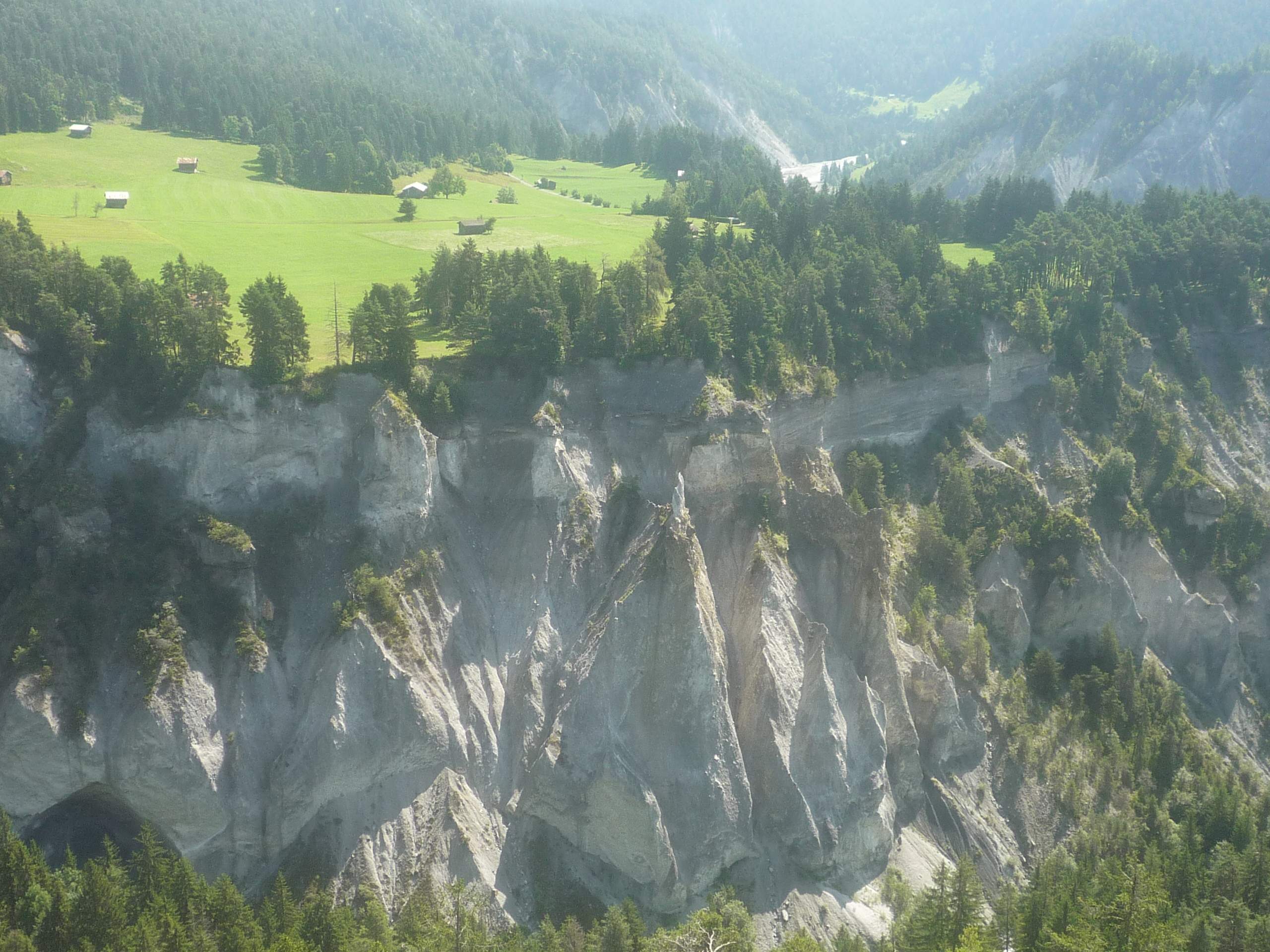
Das Gebiet Planezzas an der Rheinschlucht – im Vordergrund das Laaxertobel
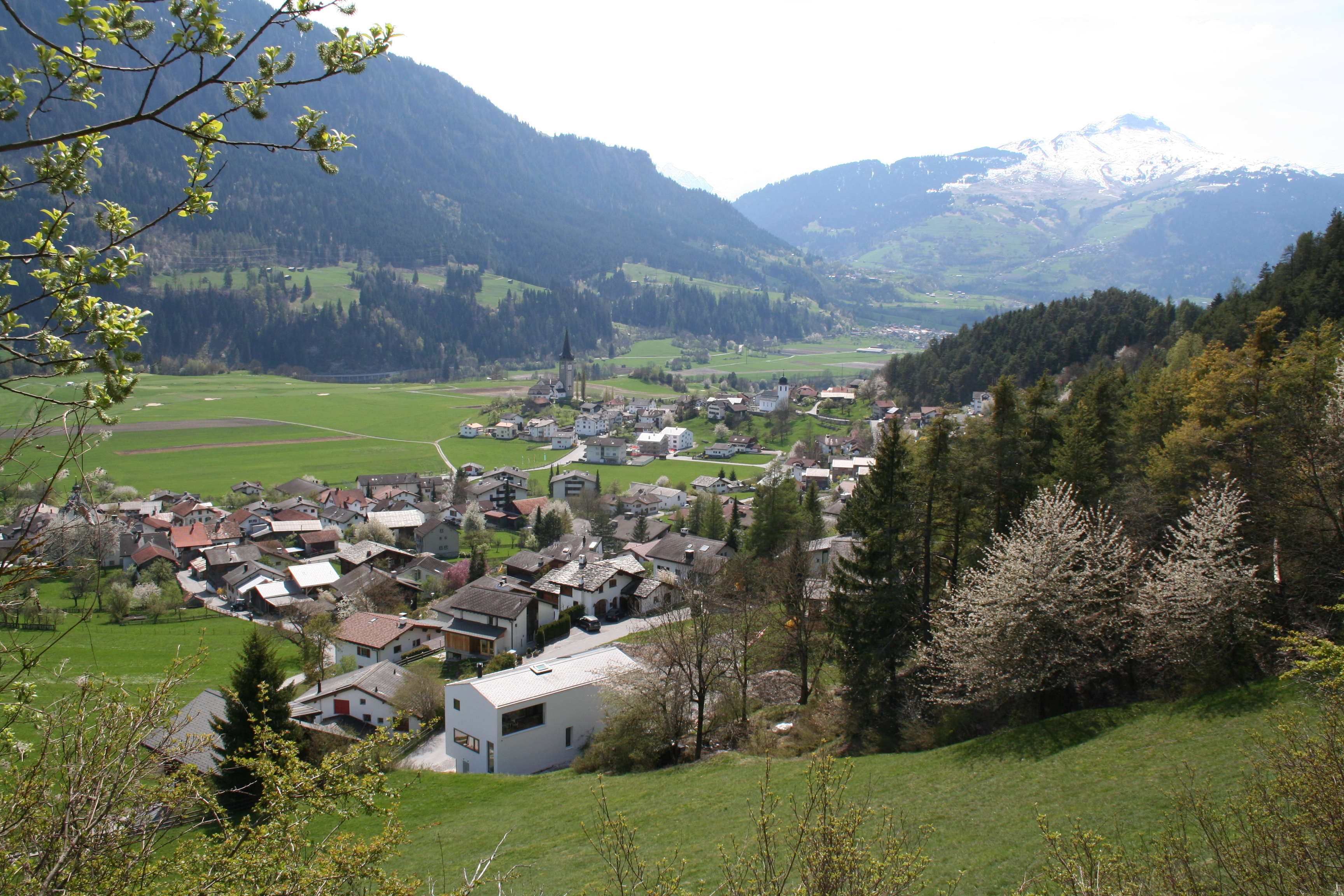
Sagogn

## Wappen
| Wappen von Sagogn | Blasonierung: «In Gold (Gelb) der schwarze Heilige Columban mit silbernem Nimbus, Tasche und Wanderstab, die rechte Hand zum Schwur erhoben» |
| Wappen von Sagogn | Wappenmotiv nach dem ehemaligen Patron der frühmittelalterlichen Pfarrkirche auf Bregl da Heida am östlichen Dorfrand. Bis ins 19. Jahrhundert führte die Gemeinde einen Streitkolben als Wappen, der wegen seines Aussehens humoristisch Litgun (Knödel), genannt wurde. |

## Klima
Sagogn verfügt über ein mildes und trockenes Klima, das für die landwirtschaftliche Nutzung vorteilhaft ist. Die durchschnittliche Niederschlagsmenge beträgt zwischen 900 und 1000 mm/Jahr, in den Gemeinden rund um Sagogn sind es etwas mehr, nämlich 1000 bis 1300 mm/Jahr. Dank der südlichen Ausrichtung der Hänge und der guten Besonnung können in Sagogn auch Früchte angebaut werden, die üblicherweise in diesen Höhenlagen nicht wachsen, etwa Kiwi, Nektarinen oder Mirabellen. Auch ist bekannt, dass in Sagogn Reben standen, wie dies aus dem Testament von Bischof Tello hervorgeht. Der Gürtel von zahlreichen Hochstammobstbäumen zwischen dem Plaun und den Siedlungen ist im letzten Jahrhundert sichtbar zurückgegangen.
Würden alle geeigneten Dächer der Gemeinde für die Produktion von Solarstrom weitestgehend mit Photovoltaikmodulen bedeckt, so bestünde ein Potential von ca. 7,78 GWh pro Jahr.  Die Gemeinde startete 2018 das Projekt Sulegl per Sagogn, bei dem zusätzliche 250 kW Spitzenleistung verbaut wurden.
|                       | Jan | Feb  | Mär | Apr  | Mai | Jun | Jul  | Aug | Sep  | Okt | Nov | Dez |   |      |
| Mittl. Tagesmax. (°C) | 4   | 5    | 10  | 14   | 19  | 22  | 24   | 23  | 19   | 15  | 9   | 4   | ⌀ | 14   |
| Mittl. Tagesmin. (°C) | −4  | −3   | 1   | 3    | 8   | 11  | 13   | 13  | 9    | 5   | 1   | −3  | ⌀ | 4,5  |
|                       |     |      |     |      |     |     |      |     |      |     |     |     |   |      |
| Sonnenstunden (h/d)   | 9   | 10,5 | 12  | 13,5 | 15  | 16  | 15,5 | 14  | 12,5 | 11  | 9,5 | 8,5 | ⌀ | 12,3 |

| −4 |

| −3 |

| 1 |

| 3 |

| 8 |

| 11 |

| 13 |

| 13 |

| 9 |

| 5 |

| 1 |

| −3 |

| −4 |

| −3 |

| 1 |

| 3 |

| 8 |

| 11 |

| 13 |

| 13 |

| 9 |

| 5 |

| 1 |

| −3 |

## Bevölkerung
In Sagogn gibt es rund 300 Haushaltungen und ebenso viele Ferienwohnungen.
| Bevölkerungsentwicklung | Bevölkerungsentwicklung | Bevölkerungsentwicklung | Bevölkerungsentwicklung | Bevölkerungsentwicklung | Bevölkerungsentwicklung | Bevölkerungsentwicklung | Bevölkerungsentwicklung | Bevölkerungsentwicklung | Bevölkerungsentwicklung | Bevölkerungsentwicklung | Bevölkerungsentwicklung |
| ----------------------- | ----------------------- | ----------------------- | ----------------------- | ----------------------- | ----------------------- | ----------------------- | ----------------------- | ----------------------- | ----------------------- | ----------------------- | ----------------------- |
| Jahr                    | 1803                    | 1835                    | 1850                    | 1900                    | 1950                    | 1970                    | 1980                    | 2000                    | 2009                    | 2020                    |                         |
| Einwohner               | 399                     | 584                     | 535                     | 405                     | 492                     | 383                     | 470                     | 597                     | 673                     | 736                     |                         |

### Herkunft und Nationalität
Ende 2016 lebten in der Gemeinde 702 Einwohner; davon waren 682 (= 97,2 %) Schweizer Staatsangehörige.

### Sprachen
Die Bevölkerung spricht mehrheitlich das Idiom Sursilvan (siehe auch Traditionell rätoromanischsprachiges Gebiet Graubündens).

### Religionen
Sagogn ist seit dem 16. Jahrhundert – in Graubünden ein seltenes Phänomen – ein konfessionell paritätisches Dorf mit römisch-katholischer Mehrheit und evangelisch-reformierter Minderheit. Beide Glaubensrichtungen haben eine eigene Kirche, die Kirche Mariä Himmelfahrt und die reformierte Kirche.

## Politik
Sagogn ist eine Einheitsgemeinde, d. h. die Schulgemeinde ist in die politische Gemeinde integriert. Jeweils für eine Amtsperiode von drei Jahren werden die fünf Mitglieder des Gemeindevorstandes gewählt. Gemeindepräsident ist Thomas Candrian (Stand 2023). Das Aufsichtsorgan ist die Geschäftsprüfungs-Kommission GPK, die aus drei Mitgliedern besteht.

## Wirtschaft und Infrastruktur

### Wirtschaft
Sagogn besitzt keine Industriebetriebe mehr und nur wenige Kleinbetriebe, was von der eher abgelegenen Lage herrührt. Der Grossteil der erwerbstätigen Bevölkerung arbeitet deshalb in der Umgebung.
Am östlichen Dorfausgang vor der Val Mulin gab es in der Mitte des letzten Jahrhunderts noch eine Sägerei sowie weitere Industriebetriebe, die jedoch im Laufe der Zeit in die Nachbargemeinde gezogen oder eingegangen sind.

### Gastronomie
Sagogn verfügt über drei Restaurants (Golfrestaurant Vista, Ustria sil Plaz und Stiva Grischuna), wovon die Ustria sil Plaz zurzeit geschlossen ist.
1996 wurde Hilda Veraguth, Köchin des inzwischen geschlossenen Restaurant da Veraguth Carnetg in Sagogn, mit der Auszeichnung «Köchin des Jahres» geehrt. Dieselbe Ehre wurde 2008 Andreas Caminada zuteil, der in Sagogn aufgewachsen ist.

### Landwirtschaft
Lediglich zwei Landwirtschaftsbetriebe aus Sagogn bewirtschaften noch die Nutzflächen von rund 130 ha Wiesen und Äcker, der Grossteil wird von auswärtigen Landwirten kultiviert. Ein beträchtlicher Teil des Kulturgebiets entfällt auf den Golfplatz. Heute wird in Sagogn wieder Wein angebaut.
Die Gemeinde Sagogn verfügt über eine Alp im Skigebiet der Weissen Arena auf Laaxer Gemeindegebiet, die jedes Jahr geladen wird und auf der Alpkäse hergestellt wird. Eine weitere Alp der Gemeinde Sagogn liegt auf dem Gebiet der Gemeinde Vals, die Alp Bidanätsch.

### Tourismus

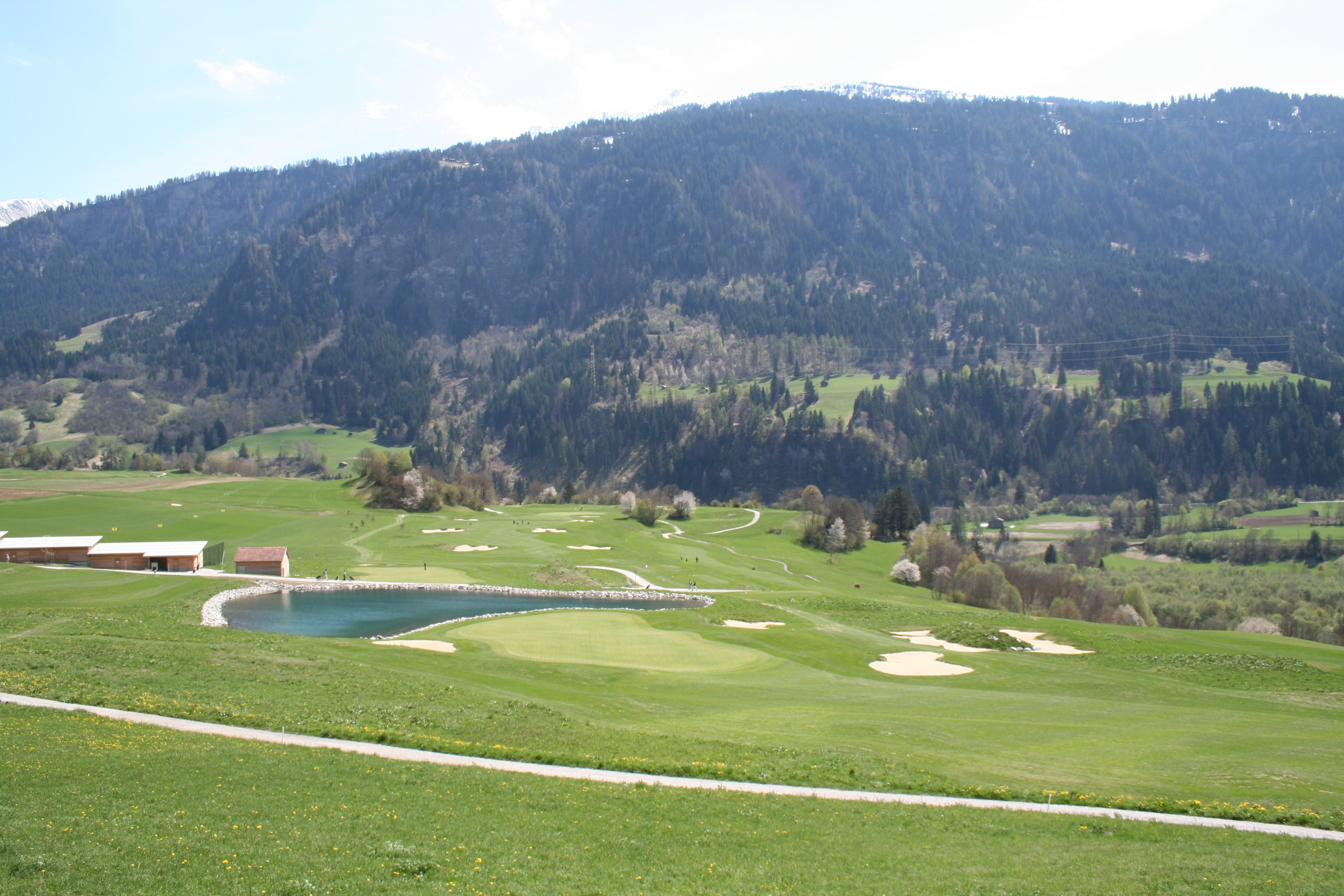
Golfplatz

Oberhalb von Laax liegt das Skigebiet LAAX. Es erstreckt sich auch über die Gemeindegebiete von Flims und Falera und ist auch von diesen Gemeinden her zugänglich.
Seit 2008 verfügt Sagogn über einen Golfplatz, der grösster Arbeitgeber neben der politischen Gemeinde ist. Die Eröffnung des 18-Loch-Champion-Course, Par 72, mit einer Gesamtlänge von ca. 5900 Metern erfolgte 2009.
Sagogn verfügt über ein attraktives Wanderwegnetz sowie im Winter über eine Langlaufloipe, die durch die Gemeinde und den Verein Selvaclub betrieben wird.

### Verkehr
Sagogn verfügt über eine gute Anbindung an das Verkehrsnetz. Für Individualverkehr bestehen drei Verbindungen nach Schluein (Richtung Ilanz), Laax (Richtung Chur) und eine nur teilweise asphaltierte Strasse nach Valendas. Sagogn ist durch die Postautolinie Ilanz-Laax ans Netz des öffentlichen Verkehrs angeschlossen, die im Stundentakt eine Busverbindung nach Ilanz und Laax mit fünf Haltestellen bietet. Mit Valendas teilt sie die Haltestelle Valendas-Sagogn der Rhätischen Bahn. Westlich der Haltestelle verbindet die 2017 renovierte Rheinbrücke Valendas-Sagogn die beiden Dörfer Sagogn und Valendas.
Seit 2018 verbindet das Rheinschlucht Bus-Taxi Sagogn via Valendas mit Brün.

### Bildung
Ende 2015 wurde ein neues Schulhaus bezogen, ein markanter Punkt in der Gemeinde. Es orientiert sich optisch am prägnanten Kirchturm und am Casti Aspermont mit den steilen Dachflügeln.

### Kultur und Sport
Die Bevölkerung ist in zahlreichen Vereinen aktiv:
- Sagognturissem, die seit 2017 in die Gemeinde Sagogn integrierte Nachfolgeorganisation des Verkehrsvereins
- Pro Sagogn (bis 2006 Cerchel Cultural Sagogn)
- Uniun da musica Sagogn (Blechmusik seit 1958, Initiant Martin Bundi, Anfänge mit Valendas, ab 1961 allein)
- Musica giuvenila Aspermont (Jugendmusik seit 1994, Initianten Silvio Lechmann und Michaela Lombris)
- Chor-baselgia catolic (Kirchenchor kath.)
- Chor-baselgia evangelic (Kirchenchor ref.)
- Selvaclub Sagogn (seit 1971, Langlaufverein)
- Uniun da gimnastica da dunnas (Frauenturnverein)
- Uniun da dunnas (seit 1982, bis 1974 in der uniun da dunnauns e mattauns organisiert)
- Uniun da giuventetgna (Jungmannschaft, seit 1928 als compagnia de mats reaktiviert, 1974 Fusion mit der uniun da dunnauns e mattauns)
- Uniun da teater (Theaterverein, 2004 aus der Uniun da giuventetgna hervorgegangen)
- Uniun da pescadurs (Fischerverein)

### Friedhöfe
Friedhöfe finden sich bei den beiden Gotteshäusern der katholischen und der reformierten Kirche und sind Eigentum der politischen Gemeinde. Im katholischen Friedhof ist der Schriftsteller Gion Cadieli begraben.

## Sehenswürdigkeiten, Freizeit und Anlässe
Gebäude
- Die katholische Kirche Mariä Himmelfahrt gehört zu den besterhaltenen, vollständig ausgezierten Kirchenbauten des frühen Hochbarocks nördlich der Alpen.
- Im oberen Dorfteil steht die reformierte Kirche mit dem auffallenden Zwiebelhelm.
- Am Ostrand des Dorfes stand auf Bregl da Heida im 7. Jahrhundert eine frühmittelalterliche karolingische Saalkirche.
- Das Haus Castelli oder Casti Aspermont geht auf einen spätmittelalterlichen Wohnturm zurück.[23][24][25]
- Casa sil crap, vermutlich ältestes erhaltenes Haus der Gemeinde und Casa paterna des Geschlechts Candrian.
- Die Burg Schiedberg war im 12. Jahrhundert der Sitz der Freiherren von Sagogn.[23]
- Zur Erinnerung an 1250 Jahre seit der ersten urkundlichen Erwähnung des Dorfes wurde 2015 von der Giuventetgna Sagogn eine Holzklangsäule mit dem Namen Tschep da Tun präsentiert. Der Tschep steht nun bei den Geburtshäusern der Schriftsteller Gion Cadieli und Lothar Deplazes, die auf dem Tschep vertreten sind.[26]

Natur, Freizeit

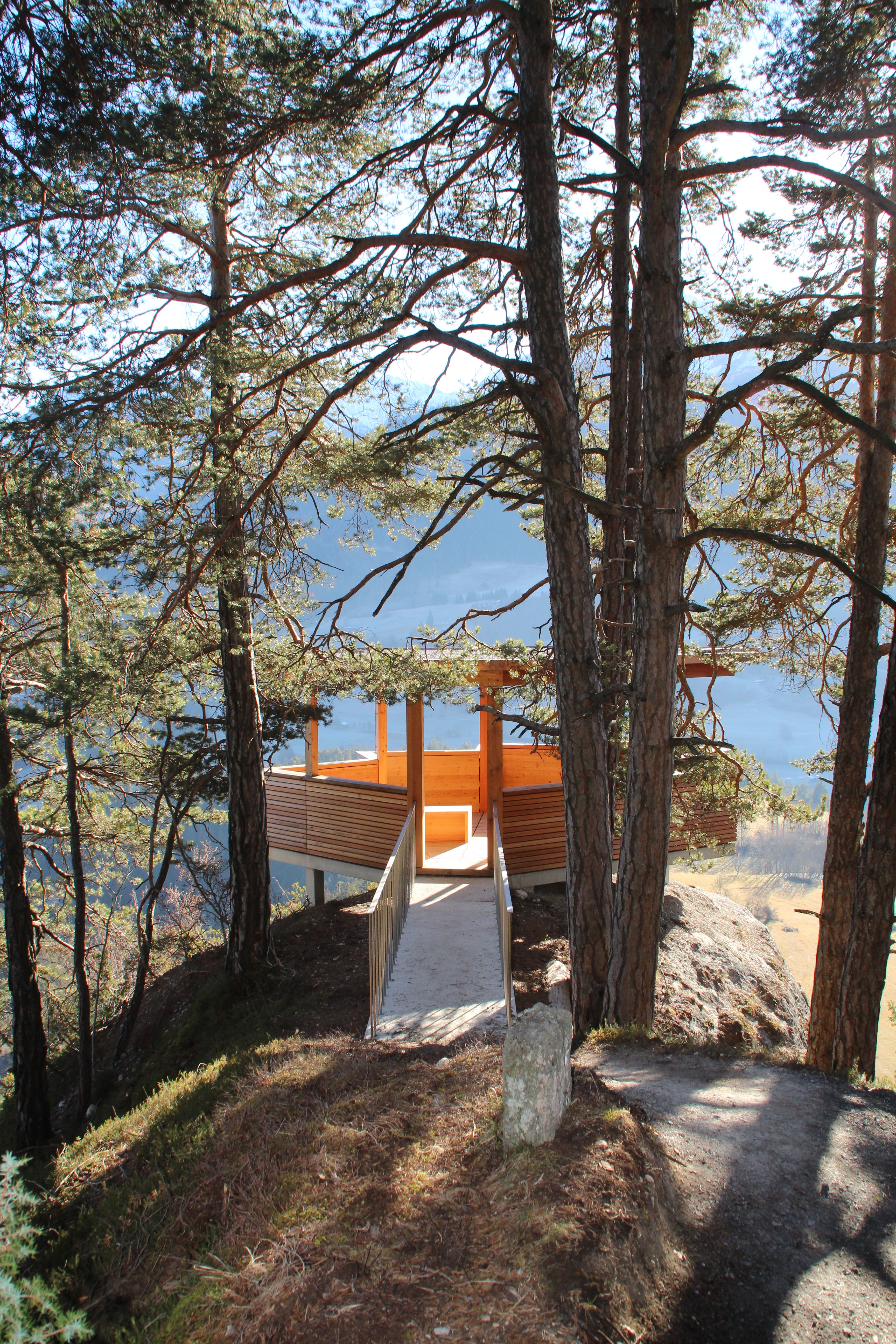
Plattform Crap Signina

- Im Osten des Dorfes beginnt die Ruinaulta.
- Am 21. Juni 2015 wurde auf dem Crap Gries im Wald über Bregl da Heida am alten Weg nach Laax die überdachte Aussichtsplattform Crap Signina eingeweiht.[27]
- Plaun pigniel, ein Kinderspielplatz im Wald
- Spaleus, ein Quellgebiet zwischen Bregl da Heida und dem Mulin mit natürlichem Biotop
- Platta Pussenta, der Ort, an dem die Gemeinden Schluein, Sagogn, Laax und Falera aneinander grenzen. Ein Megalith mit Kreisritzungen steht östlich davon auf Gebiet von Laax, eine weitere Steinplatte weist Reste einiger künstlich geschaffener Schalen auf.
- Orchideenweg mit seltenen Orchideen

Anlässe und Traditionen
- Cattar biemaun, Brauch an Neujahr, Kinder ziehen durchs Dorf und wünschen ein gutes neues Jahr
- Ruclar ovs, Brauch an Ostern auf Plaun Pigniel, bei dem Eier einen Hang heruntergetrölt werden
- Parada da Sontgilcrest e da Perdanonaza, die katholischen Prozessionen zu Fronleichnam und am zweiten Sonntag des Oktobers
- Scargada, Alpabzug mit Herbstmarkt im September
- Konzerte und Theateraufführung der Musik- und Gesangsvereine

## Trivia
- Der erste professionell gedrehte Spielfilm in Rätoromanisch Amur senza fin, der seine Premiere am Filmfestival von Locarno 2018 hatte, wurde grösstenteils in Sagogn gedreht.[28]
- Bis Ende der 1980er-Jahre war die Kehrichtdeponie der Surselva östlich der Gemeinde Sagogn gleich hinter dem heutigen Recyclingcenter. Der Zerfall des Abfalls erzeugt Gas, das in einer speziellen Anlage verbrannt wird. Deshalb senkt sich der Platz und kann nicht genutzt werden.

## Personen und Geschlechter

### Persönlichkeiten aus Sagogn
- Baltasar Bundi (1786–1869): Offizier im Dienste Frankreichs
- Mathias Murezi Padrun (1809–1891): Lehrer und Schulinspektor in Südrussland
- Gion Martin Darms (1823–1907): reformierter Theologe und Pfarrer, Gesangbuch-Herausgeber, Liederübersetzer und Chorgründer
- Anton Steinhauser (1840–1915), Jurist und Politiker, Redaktor und Herausgeber
- Alois Steinhauser (1871–1918), Jurist und Politiker
- Emil Camenisch (1874–1958): reformierter Pfarrer und Kirchenhistoriker
- Jacob Michael (1916–2003): reformierter Pfarrer und rätoromanischer Redaktor und Schriftsteller
- Gion Cadieli (1876–1952): katholischer Pfarrer und rätoromanischer Schriftsteller
- Martin Bundi (1932–2020): Historiker und Politiker, Nationalrat (1975–1995) und 1986 Nationalratspräsident
- Lothar Deplazes (1939–2015): Historiker, Mediävist und rätoromanischer Schriftsteller, erhielt den Literaturpreis des Kantons Graubünden
- Hilda Veraguth: Köchin des Jahres 1996
- Hans Niederberger (* 1951): Waffenläufer
- Remo Caminada: Grafiker, erhielt im Jahre 2007 den Kulturförderungspreis des Kantons Graubünden
- Urs Cavelti (* 1969): Künstler, erhielt im Jahre 2010 den Premi Cultural-Paradies-Preis für angewandte Kunst
- Walter Derungs (* 1970): erhielt den Kulturförderpreis des Kantons Graubünden
- Daniela Candrian: Sängerin, erhielt im Jahre 2008 den Kulturförderpreis des Kantons Graubünden
- Andreas Caminada (* 1977): Koch des Jahres 2008 und 2010, hat 19 Gault-Millau-Punkte und 3 Michelin-Sterne

### Geschlechter aus Sagogn
- Freiherren von Sagogn: edelfreies Adelsgeschlecht der Surselva
- Freiherren von Aspermont: ein mittelalterliches Adels- und Rittergeschlecht, das dem heutigen Schloss Aspermont seinen Namen gaben.